# 正理论
正理论（直译：法、規則），古印度六派哲學之一，由婆羅門阿克沙巴德·喬達摩（即目足·瞿曇，公元1世紀）所創立，其理論的某些方面跟勝論相似。其理論為喬達摩所著的《正理經》，它使之前的印度邏輯變得系統化。該正理由此步入一個新階段，即新正理階段。著名《如意寶真相》作者甘給舍為此經作了註釋（12世紀）。

## 理論
正理的邏輯辯證法特點使其成為獲取實際知識的特殊工具，由此也成為從輪迴中解脫出來的力量源泉。人們有時將正理看作一個統一的哲學體系，儘管它的發展完善持續了二十個世紀。
正理分十六個部份：1.認識手段；2.認識對象；3.疑惑；4.動機；5.實例；6.定説；7.五支論式；8.吟味；9.確定；10.論議；11.論諍；12.論結；13.議事理由；14.詭辯；15.錯誤論難；16.敗北立場），第一為有效知識的獲取方法，第二為可認識對象的範圍，其它則是關於駁斥謬誤、詭辯或關於辯證法的三段論式。
正理承認的獲取知識方法為感知、推理、類比與可信的證據。因此證明正理不僅是一個簡單的形式邏輯體系，而是包括擴充知識的理論，並且為思辨的展開提供依據，由此進入了印度哲學的智慧範疇，進而為人們獲取最高利益服務。
正理的五支推理論式（論題、理由、範例、推理、結論）具有特殊意義，雖然跟西方三段論相符的前兩支已經可以得出結論，但是喬達摩的註釋者們堅持認為不論在教訓上還是在辯證法上五支論式都是必要的。